# NGC 1566
NGC 1566 ist  eine Balken-Spiralgalaxie vom Hubble-Typ SBbc im Sternbild Schwertfisch am Südsternhimmel. Die Galaxie ist etwa 59 Millionen Lichtjahre von der Milchstraße entfernt und  hat einen Durchmesser von etwa 170.000 Lichtjahren.
 Mehrere Messungen, die nicht auf der Rotverschiebung basieren, ergeben einen Abstand von 9,5 ± 4,6 Mpc (etwa 31 Millionen Lichtjahre), der außerhalb der mit dem Wert der Verschiebung berechneten Abstände liegt.
Sie als Seyfert-Galaxie Typ 1,5 klassifiziert, deren zentrales Schwarzes Loch riesige Mengen an Materie akkretiert und dadurch intensive Strahlung aussendet, da sich diese auf extrem hohe Temperaturen aufheizt. NGC 1566 ist nach Messier 77 die zweithellste uns bekannte Seyfert-Galaxie. Sie ist außerdem das hellste Objekt der Dorado-Gruppe.
Die Galaxie wurde am 28. Mai 1826 von dem schottischen Astronomen James Dunlop entdeckt.

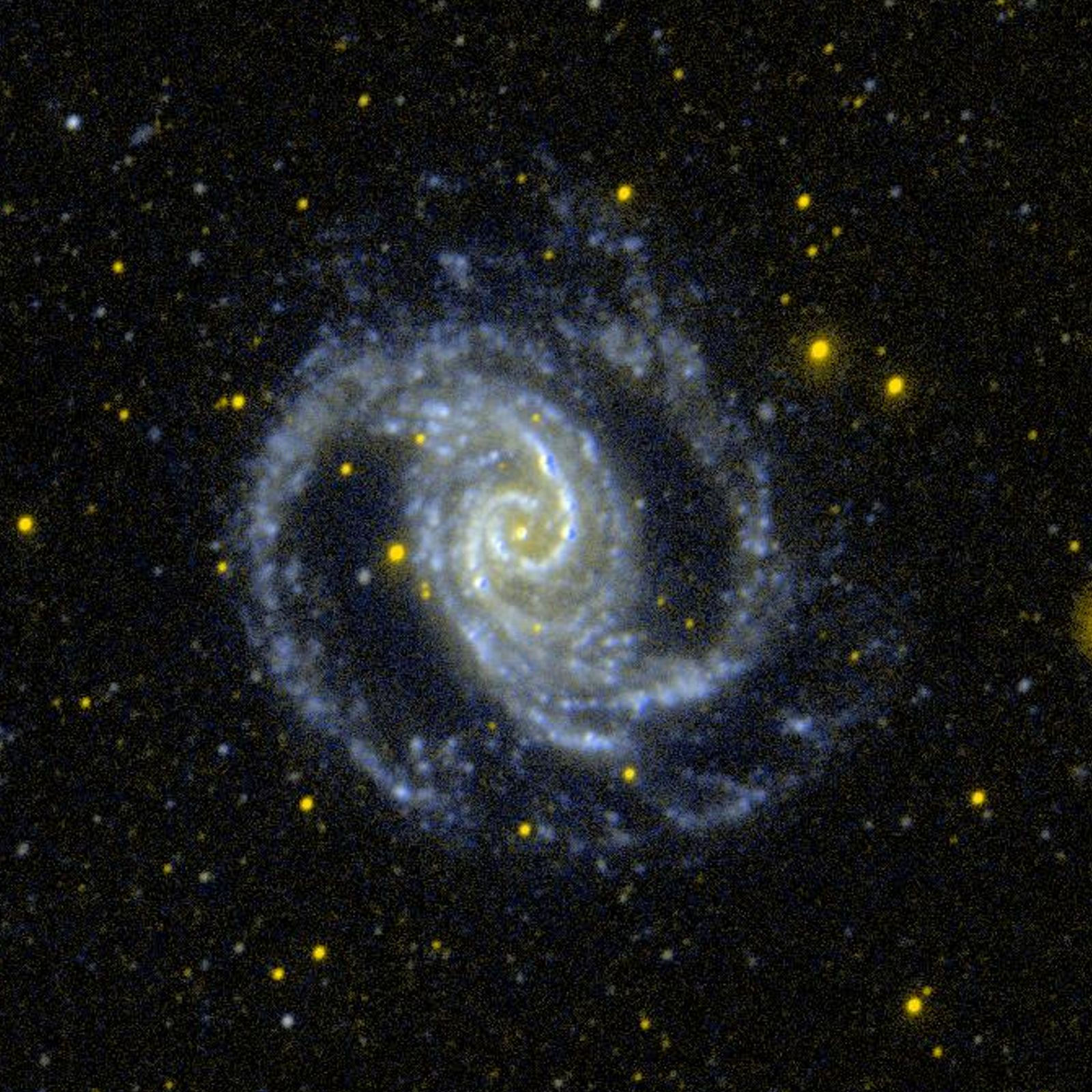
Ultraviolettaufnahme mittels GALEX
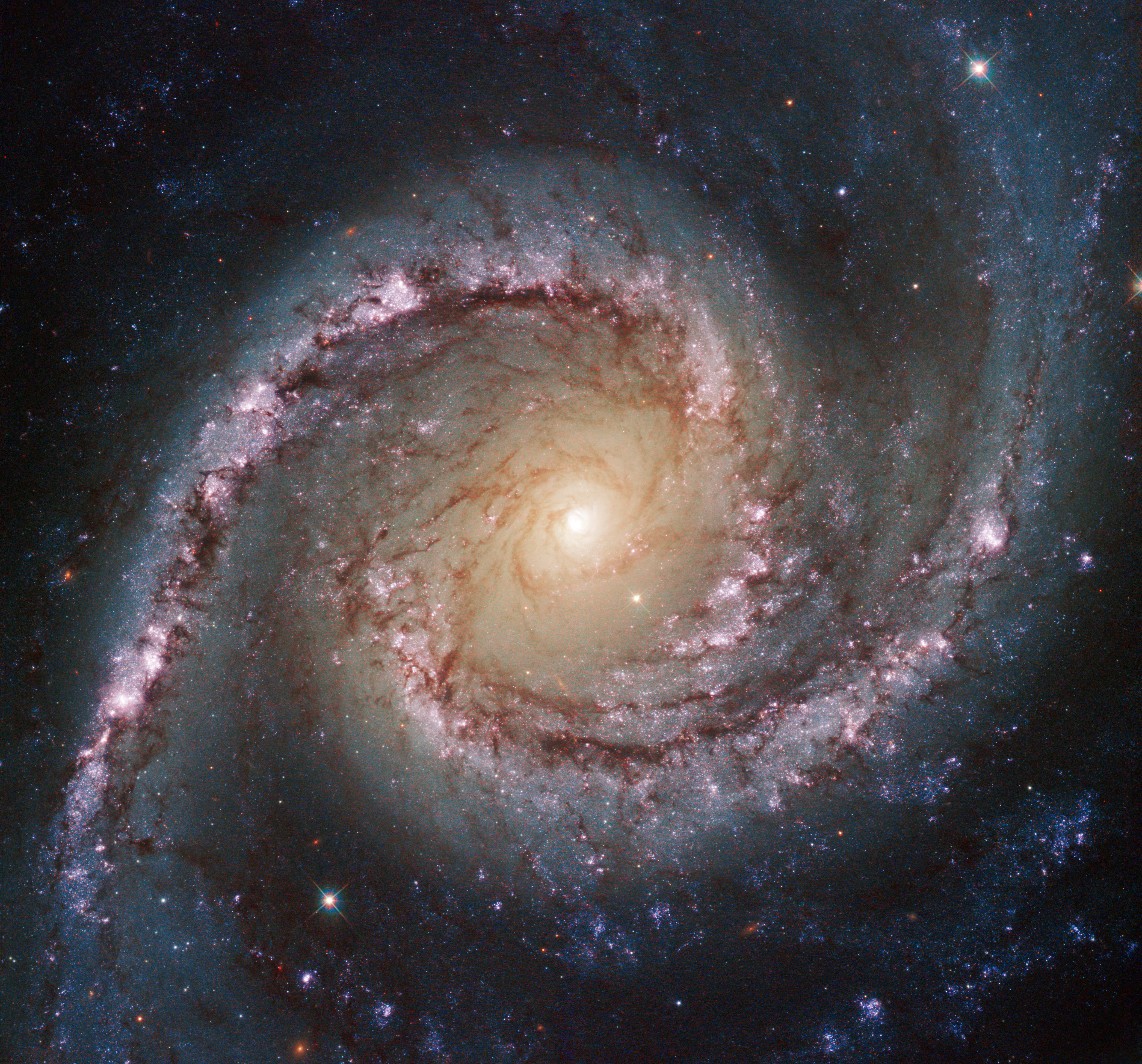
Hochaufgelöste Aufnahme des Zentrums von NGC 1566, erstellt mit dem Hubble-Weltraumteleskop
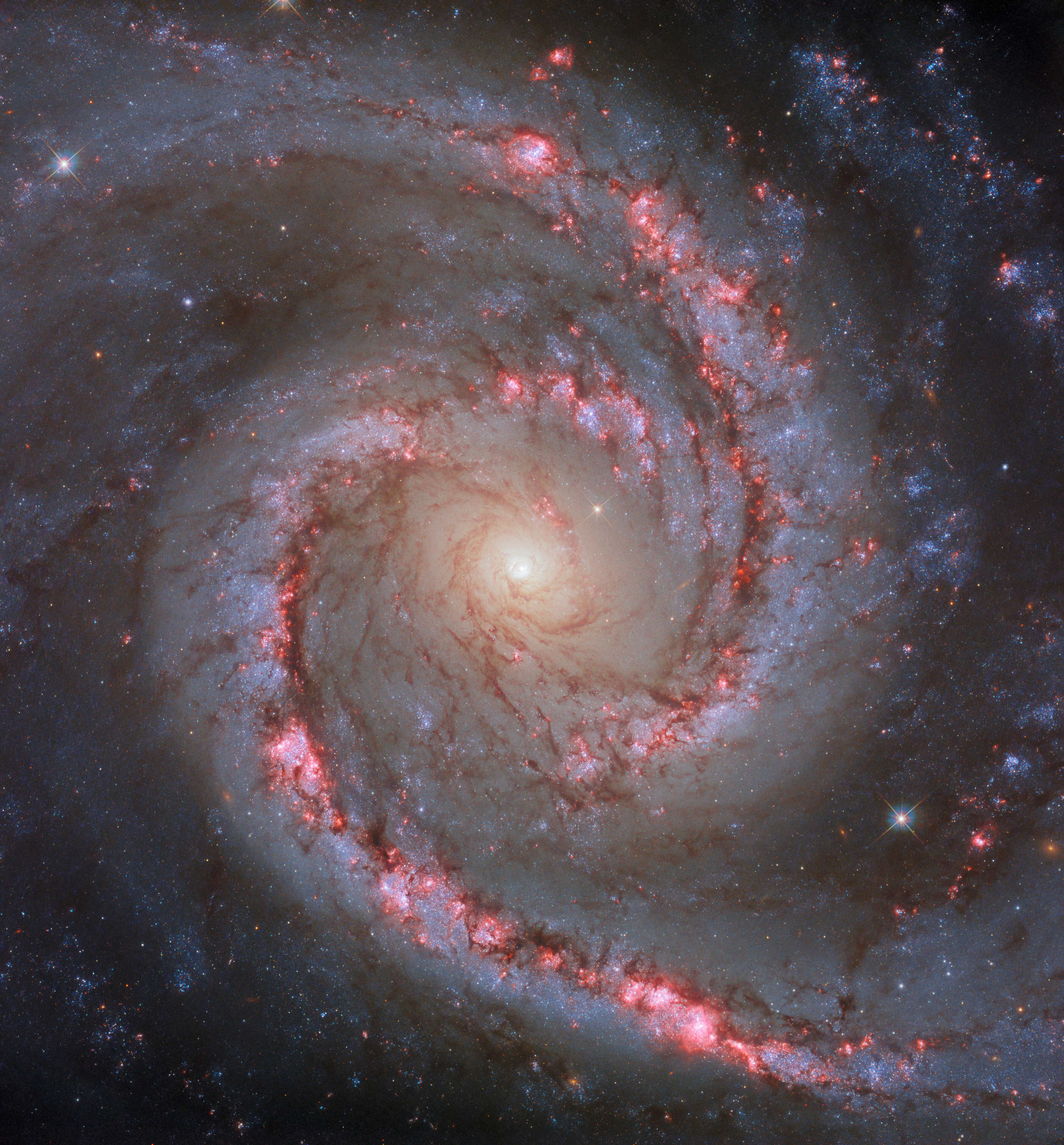
Hochaufgelöste Aufnahme der Galaxie NGC 1566, erstellt mit dem Hubble-Weltraumteleskop
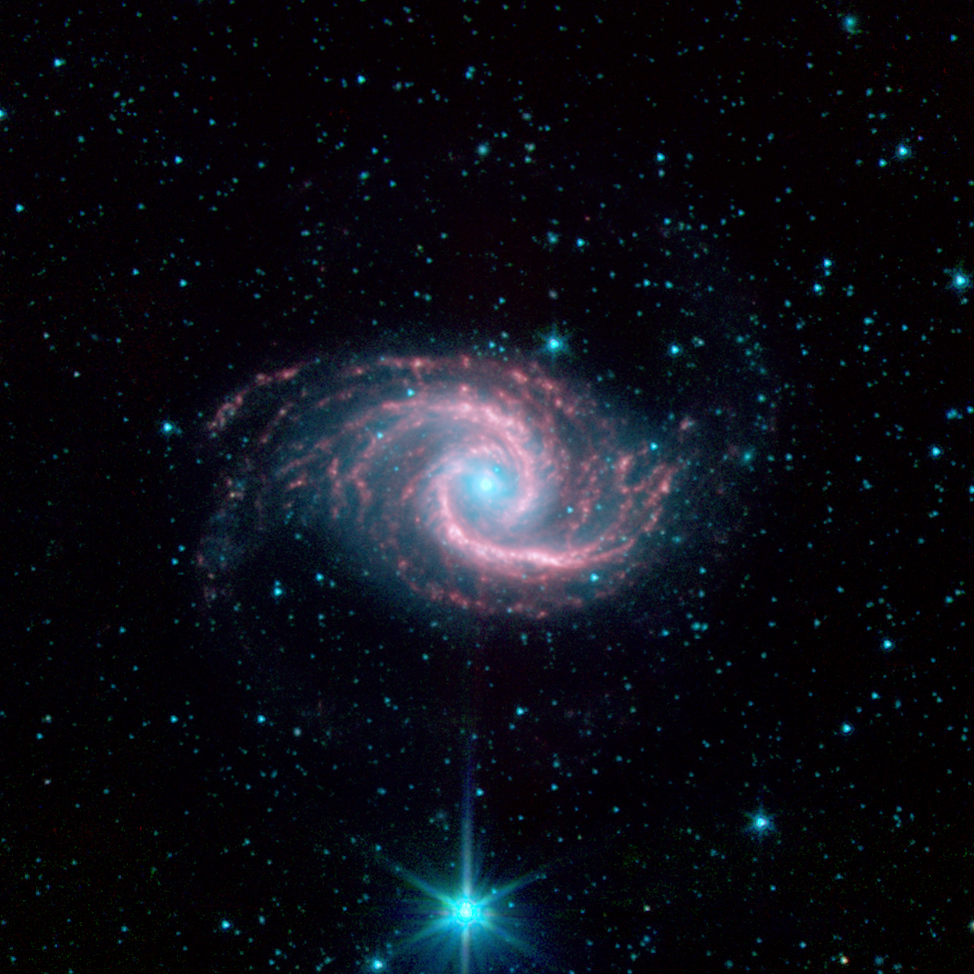
Erscheinungsbild des Zentrums im Infrarot, aufgenommen mit dem Spitzer-Weltraumteleskop
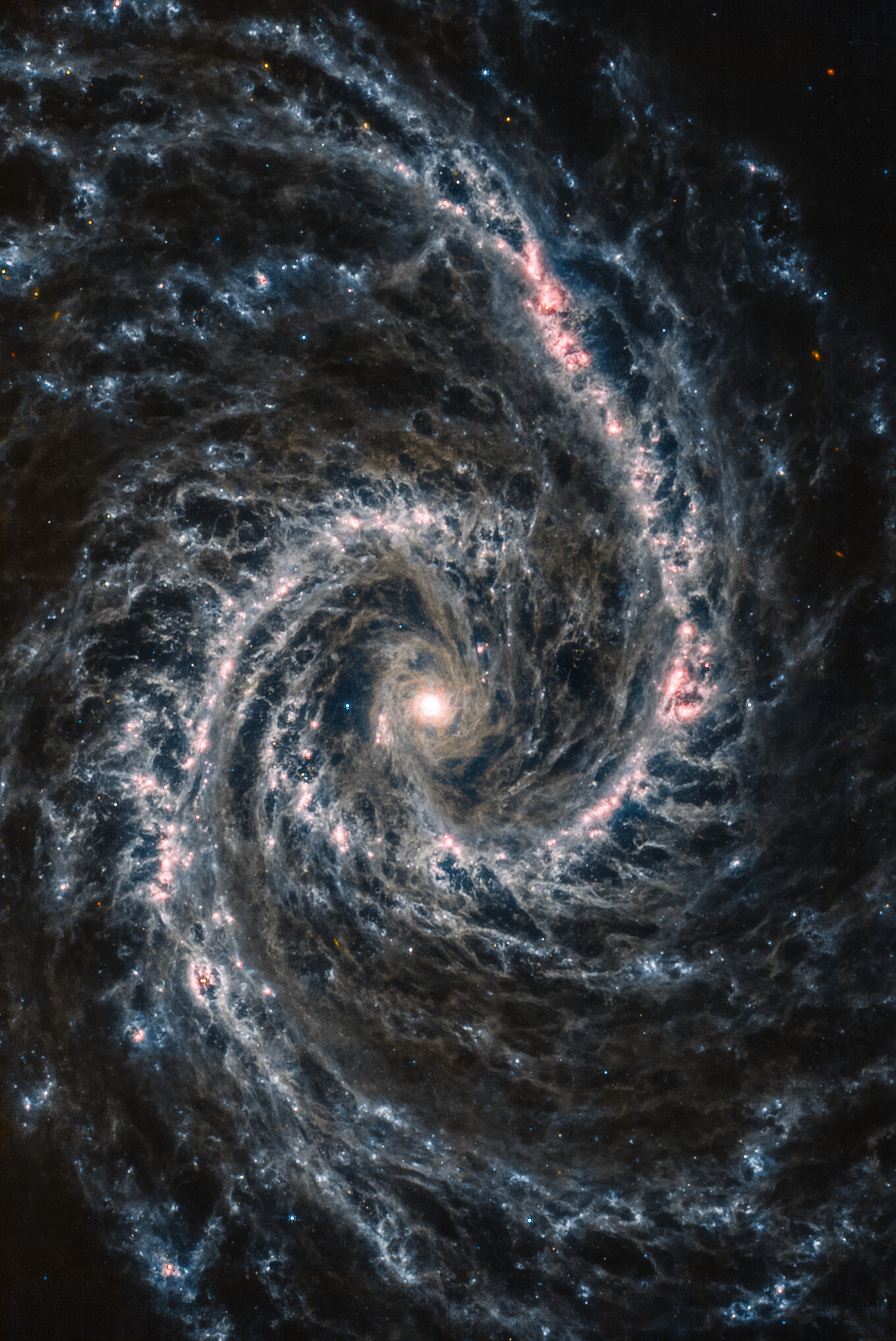
Infrarotaufnahmen mithilfe des James-Webb-Weltraumteleskops

## NGC 1566-Gruppe (LGG 114)
| Galaxie   | Alternativname | Entfernung / Mio. Lj |
| --------- | -------------- | -------------------- |
| NGC 1536  | PGC 14620      | 47                   |
| NGC 1581  | PGC 15055      | 64                   |
| NGC 1596  | PGC 15153      | 60                   |
| NGC 1602  | PGC 15168      | 62                   |
| IC 2058   | PGC 14824      | 54                   |
| PGC 15149 | ESO 157-030    | 58                   |
| NGC 1566  | PGC 14897      | 59                   |